# 雷·博伊德
雷·博伊德（英語：Ray Boyd，1951年6月28日—），澳大利亚男子田径运动员。他曾代表澳大利亚参加1970年、1974年和1982年英联邦运动会田径比赛，获得一枚金牌。

## 家庭
妻子丹尼丝·博伊德。